# HR 753
HR 753(하버드 리바이즈드 753)은 고래자리에 있는 삼중성계이다. 이 항성은 지구에서 24 광년 떨어져 있으며, 어두워서 맨눈으로 겨우 보이는 수준이다. 이 별 주위를 도는 행성은 아직 발견된 사례가 없다.
주성 A는 분광형 K3V의 K형 주계열성으로 질량은 태양의 73퍼센트 정도이며 밝기는 5분의 1 수준이다. 반성 B는 A와 고유 운동을 공유하고 있으며 1,200 천문단위 떨어져서 서로의 질량 중심을 돌고 있다. B를 다른 이름으로 고래자리 BX라고도 부르며, 변광 양상을 고려하면 용자리 BY형 변광성으로 분류할 수 있다.
세 번째 동반성인 HR 753 C는 A에 매우 가까이 붙어 있으며, (약 24 천문단위) A와 C는 서로를 61년 간격으로 공전한다. C는 질량이 작아서 항성으로 존재 가능한 하한선을 살짝 넘는 수준이다.